# 2935 Naerum
2935 Naerum este un asteroid din centura principală, descoperit pe 24 octombrie 1976 de Richard West.